# Флаг Соликамского городского округа
Флаг муниципального образования «Солика́мский городской округ» Пермского края Российской Федерации — опознавательно-правовой знак, служащий официальным символом муниципального образования.
Флаг утверждён 12 февраля 2009 и внесён в Государственный геральдический регистр Российской Федерации с присвоением регистрационного номера 4670.
Жители Соликамского городского округа, а также иные лица, находящиеся на территории Соликамского городского округа, обязаны уважать флаг Соликамского городского округа.

## Описание
«Прямоугольное полотнище жёлтого цвета с отношением ширины к длине 2:3, несущее посередине изображение соляного колодца на зелёной земле, воспроизведённой вплотную к нижнему краю; изображение выполнено в чёрном, белом, сером и зелёном цветах».
Геральдическое описание герба гласит: «В золотом поле на зелёной земле — чёрный круглый колодец меж таковых же двух столбов с воротом и с колесом при левом столбе, соединённом приводом с воротом; внутри колодец серебряный; верёвка на вороте и потёки соли на краях колодца и на земле близ колодца — того же металла».

## Обоснование символики
Флаг выполнен на основе герба Соликамского городского округа, который разработан на основе исторического герба города Соликамска, Высочайше утверждённого 17 (28) июля 1783 года, описание которого гласит: «В золотом поле соляной колодезь, с опущенным в него ведром для вынутия соли, и с означенными на оном соляными потоками».
Соляной колодец означал, что основной деятельностью жителей Соликамска был соляной промысел, на развитии которого строилась жизнь города и окрестностей.
Соляной колодец, окраска которого была опущена при описании герба 1783 года, изображён чёрным, что подчёркивает историческую давность соляного промысла («дерево, почерневшее от старости») и предметов, связанных с производством добычи соли.
Жёлтый цвет (золото) — символ богатства и процветания города с момента развития соледобычи до сегодняшних дней и в будущем.
Белый цвет (серебро, используемое для изображения соли), символизирует благородные помыслы жителей города, главными из которых была забота о чести и славе родной земли, кормящей и оберегающей любящих её людей.